# XHamster
xHamster – pornograficzny serwis internetowy umożliwiający publikację amatorskich filmów, zdjęć oraz literatury pornograficznej na zasadzie UGC. Serwis nie jest w pełni darmowy, dostęp do wszystkich funkcji umożliwia wykupienie konta premium. Strona jest dostępna m.in. w polskiej wersji językowej.

## Historia
Serwis został założony 2 kwietnia 2007 przez grupę ówcześnie anonimowych osób. Został zaprojektowany z elementami mediów społecznościowych i jak zapewniali twórcy, miał pozwalać „ludziom korzystających z czatów, udostępniających zdjęcia erotyczne i amatorskie filmiki... znajdować przyjaciół, a może nawet partnerów szukających intymnego współżycia”. W 2015 przekroczył liczbę 10 mln zarejestrowanych osób i stał się trzecią najpopularniejszą stroną pornograficzną (za XVideos i Pornhubem).
W maju 2016 miał premierę reality show The Sex Factor prowadzony przez Belle Knox, w którym uczestnicy konkurowali o zostanie gwiazdami porno.